# 新井祥
新井 祥（あらい しょう、1971年〈昭和46年〉4月17日 - ）は、日本の漫画家、専門学校講師（2011年現在）。本名はペンネームと同じ。旧名は新井 幸枝（あらい ゆきえ）、旧姓は中島。東京都出身、愛知県名古屋市在住。血液型はB型。身長160センチメートル (cm)。オフィス★怪人社社長。

## 人物
女性として生まれ育ち、思春期早発症により小学生で女性としての第二次性徴が目立った一方、時折髭が生えたり陰核が肥大化するなどし、30歳時にFTMの友人に相談し心療内科で検査。検査結果を待つ間、「男性ホルモンや男性化に興味を持ち、胸の存在がすごく嫌だったので」、FTMの友人に教えてもらった病院で男性ホルモン摂取と乳房切除を行う。その後、30歳時にXモノソミー（X染色体が一つ）のターナー症候群と診断される。それまでは女性として生活していたが、「男性ホルモンの効き目が強くて、これはまずいと思ってやめたが戻らないのであっさり諦めた」、「女性ホルモンの分泌量が減り、女性的な外観に戻る可能性が低いから、開き直って」男性化を進める。ターナー症候群は内性器と外性器ともに女性で、「男性化」症状はなく、「両性具有」でもない。性別異和になる女性も、一般女性と割合は変わりない。戸籍上は女性のままである。
身体の男性化治療と並行して、家庭裁判所の許可を得て名前を「幸枝」から「祥」へと変更した。女性として生活していた時期に俳優のIKKANと結婚したが、のちに円満離婚し、「仕事上のパートナーとしての関係は現在も良好」と著作中に記すなど離婚後も親交がある。新井の祖母の最期を看取ったのも、たまたま見舞いに訪れていたIKKANである。離婚後もIKKANの本姓である新井姓を名乗り続けている。
作風は主にギャグ・実話4コマ。代表作『性別が、ない!』などでは、性別（主にセクシャルマイノリティーを扱う内容）について「美少年アシスタント」である宇佐木巧（新井祥の元生徒。住み込みでの漫画家修行の後、2015年1月22日、ルチルVol.64（幻冬舎）にて「コットンの気持ち」でデビュー。現在も新井と同居しアシスタントを継続しつつ、「うさきこう」のペンネームでBL漫画家として活動）と考察するといったする内容がメインで、たまに旅行記、ペット観察ネタ、名古屋ローカルネタなども描かれる。また、読者から寄せられる「性」に関する相談についても作中で回答している。男性化以前は風俗漫画家として、「CHACO（チャコ）」の名義で風俗レポ漫画なども描いていた他、ヌードモデルとしても活動していた。なお、「新井祥」名義以前の女性時代の漫画作品は、ペンネームも作風も違うことなどの理由から、ほとんど非公開となっている。
新井祥名義の作品『性別が、ない!』は、前述の住み込み弟子である宇佐木巧や「男子校に入ってみたい」など男性に性的な興奮を覚えたり、ボーイズラブが大好きであるなどの描写がある。男性化した直後は女性的な言葉遣いや仕草が出てしまうなど男性として過ごすことに若干の苦労があったが、現在は「おじさん」として違和感なく生活を送っているという。自身の性的指向について「パンセクシュアル」であると著書内で述べている。「女性として男性が好き」「同性愛指向はないのでレズビアンになることには違和感がある」とも述べている。
劇団（芸能事務所）所属という立場から友人にお笑い芸人が多く、元あばれヌンチャクの竹内幸輔（後に声優）、斎藤恭央（桜塚やっくん）、鉄拳、鳥肌実などと交友がある。彼らは新井の作品内にたびたび登場もしている。一方でセクシャルマイノリティーに属する友人もおり（ほとんどは一般人）、彼・彼女らの中には『性別が、ない!』内などで幾度か登場するレギュラーキャラとなっている者もいる。桜塚やっくんが交通事故で死去した際にはブログで追悼の言葉を述べた。また、桜塚やっくんの元相方で同じく交流のあった竹内幸輔も現在は亡くなっている。
書籍（エッセイ）で、得意とするセクシャリティーネタの他に、昭和からバブル景気期にかけてのジェンダー問題や腐女子研究ネタも扱う。専門学校名古屋デザイナー学院で非常勤講師としてマンガ企画、マンガ研究、作画基礎、を担当する。
2020年8月に長年同棲していた元アシスタントでBL漫画家のうさきこうと結婚した。

## 作品

### 連載中
- 『本当にあった笑える話』（ぶんか社）
- 『いちばん残酷なまんがグリム童話（コラム）』（ぶんか社）
- 『別冊本当にあった笑える話』（ぶんか社）
- 『増刊本当にあった笑える話PINKY』（ぶんか社）

### 連載終了
- 『漫画アクション』（双葉社）
- 『Bustier』（トーホー書院）
- 『ツイ4』（星海社）

### 漫画
CHACO名義
- 『CHACOのスーパーヘルス天国』（シュベール出版）  2000年発売 ISBN 978-4883320240

新井祥名義
- 『性別が、ない!』（ぶんか社）
  1. 2005年9月30日発売 ISBN 978-4821182053
  2. 2006年5月31日発売 ISBN 978-4821183012
  3. 2006年12月20日発売 ISBN 978-4821183807
  4. 2007年7月30日発売 ISBN 978-4821184279
  5. 2008年8月30日発売 ISBN 978-4821186297
  6. 2009年3月30日発売 ISBN 978-4821187720
  7. 2009年9月30日発売 ISBN 978-4821188857
  8. 2010年5月29日発売 ISBN 978-4821170043
  9. 2010年12月4日発売 ISBN 978-4821171026
  10. 2011年7月5日発売 ISBN 978-4821171859
  11. 2012年3月5日発売 ISBN 978-4821172788
  12. 2012年11月5日発売 ISBN 978-4821173686
- 『中性風呂へようこそ!』（双葉社）2008年2月12日発売 ISBN 978-4575941500
- 『性別R（レボリューション）!』（徳間書店）
  1. 2009年7月18日発売 ISBN 978-4199501357
  2. 2010年6月11日発売 ISBN 978-4199501845
- 『あのころ俺は女子高生』（芳文社） 2010年12月4日発売 ISBN 978-4832232259
- 『「性別が、ない!」人たちとのつきあい方　実はあなたにも当てはまる20の性別パターンガイド』（ぶんか社） 2011年7月1日発売 ISBN 978-4821143177
- 『性別X恋愛白書』（徳間書店） 2011年7月13日発売 ISBN 978-4199502576

### 書籍
CHACO名義
- 『カムアウト　胸取っちゃった日記』（リイド社） 2002年8月発売 ISBN 978-4845823529

新井祥名義
- 『『性別が、ない!』ということ。』（ぶんか社）2007年11月発売 ISBN 978-4-8211-0952-4 （文庫版：2009年4月4日発売 ISBN 978-4-8211-5250-6）

### 参加
- 「チェンジH pink」（少年画報社）2009年7月発売 ISBN 978-4785931940
- 「チェンジH blue」（少年画報社）2009年12月発売 ISBN 978-4785932787

## 出演

### AV
CHACO名義
【有修正VHS】
- チャコのスーパーヘルス天国（1994年11月25日発売、ホップビデオ）

名義不明
【無修正DVD】
- Asians Over 40（2000年6月8日発売、SAMURAI）

### 映画
- 『性別が、ない! インターセックス漫画家のクィアな日々』（2018年7月28日公開、オリオフィルムズ、監督：渡辺正悟）

## 講師
- 名古屋デザイナー学院

## 舞台
- オフィス★怪人社所属（脚本・美術・衣装）